# The Pink Spiders
The Pink Spiders sind eine US-amerikanische Pop-Punk-Band aus Nashville, Tennessee, die sich 2003 gegründet hat.
Die ursprünglichen Bandmitglieder waren Matt Friction (Gitarre und Gesang), Jon Decious (Bass) und Bob Ferrari. In der derzeitigen Besetzung ist Matt Friction das einzige der Gründungsmitglieder.

## Geschichte
Im Januar 2004 erschien die erste EP der Pink Spiders unter dem Namen The Pink Spiders Are Taking Over! durch SPAT! Records, die sieben Songs beinhaltet. Im Sommer 2004 unterzeichneten sie einen Vertrag mit CI Records. Im Januar 2005 erschien ihr Debütalbum Hot Pink, das elf Songs enthält. Während einer Tournee mussten die Bandmitglieder in einer Unterführung von New York City übernachten. Außerdem spendeten sie Blutplasma, um die Tour zu finanzieren. Bereits drei Monate nach der Veröffentlichung des ersten Albums erhielten The Pink Spiders Angebote von mehreren Plattenlabels. Im April 2005 unterzeichneten sie bei Geffen Records. Das amerikanische Musik-Magazin Alternative Press führte die Gruppe unter den „100 Bands, die man im Jahr 2006 kennen muss“.
Im August 2006 veröffentlichte die Band ihr zweites Album mit dem Namen Teenage Graffiti, das von Ric Ocasek produziert wurde. Auf diesem sind Neuaufnahmen des ersten Albums und neue Songs enthalten; außerdem erschien die Single-Auskopplung Little Razorblade. The Pink Spiders tourten mit zahlreichen bekannten Bands wie 30 Seconds to Mars, Good Charlotte, Yellowcard, Meg & Dia, All Time Low, Sugarcult, Damone, Kill Hannah und Fall Out Boy für ihr Album, und spielten auf der Warped Tour 2006. Die Single erlangte große Popularität und wurde bei MTV vorgestellt. Sie erlangte Platz 12 der US-Charts.
Im Februar 2007 veröffentlichten The Pink Spiders die Single The Chase unter dem Label SPAT! Records. Im September 2008 erschien das dritte Album Sweat It Out. Die Single-Auskopplung Gimme Chemicals wurde im August 2008 veröffentlicht. Im März 2008 gab die Band bekannt, dass der Schulbus, den sie für eine Tour gekauft hatte, auf der Strecke zwischen Nashville und Atlanta abgebrannt war und damit alle Sachen, die sie dabei hatten. Einige Auftritte mussten daraufhin abgesagt werden.
Im Sommer 2008 erfolgte eine Neubesetzung der Bandmitglieder. Jon Decious und Bob Ferrari verließen die Gruppe und neue Mitglieder kamen hinzu. Auf ihrer Sommer-Tour Tapped Kegs, Spread Legs & Fertilized Eggs im Jahr 2008 veröffentlichten The Pink Spiders die EP Subterranean EP, auf der bisher unveröffentlichte Versionen des Albums Sweat It Out enthalten waren sowie zwei B-Seiten.

## Diskografie

### Alben
- 2005: Hot Pink
- 2006: Teenage Graffiti
- 2008: Sweat It Out

### EPs
- 2004: The Pink Spiders Are Taking Over!
- 2008: Subterranean EP

### Singles
- 2006: Little Razorblade
- 2007: The Chase
- 2008: Gimme Chemicals